# NN-266
La carretera NN‑266 es una vía departamental secundaria situada en el municipio de Chinandega, al occidente de Nicaragua. Se extiende por 9.5 kilómetros desde el empalme Compusano–Ranchería hasta la comunidad Colonia Santa Cruz, incluyendo la zona de Villa 15 de Julio. Fue inaugurada en 2024 como parte del plan nacional de mejoramiento de infraestructura rural.

## Trazado y cruces
La siguiente tabla muestra su recorrido, localidades y principales conexiones:
| km  | Localidad                     | Departamento | Conexión / Ruta |
| --- | ----------------------------- | ------------ | --------------- |
| 0.0 | Empalme Compusano - Ranchería | Chinandega   |                 |
| 4.7 | Villa 15 de Julio             | Chinandega   |                 |
| 9.5 | Colonia Santa Cruz            | Chinandega   |                 |